# Kristjan Palusalu
Kristjan Palusalu (10. března 1908, Saulepi – 17. července 1987, Tallinn) byl estonský zápasník. Na olympijských hrách v roce 1936 v Berlíně vybojoval zlato v těžké váze v obou kategoriích, jak ve volném stylu, tak v zápase řecko-římském. V roce 1937 vybojoval titul mistra Evropy v řecko-římském zápase.